# Agena (informatica)
Agena è il nome in codice della prima famiglia di processori Phenom prodotti da AMD e basati sull'architettura K10 (nome in codice stars core).
Sono le prime CPU quad core native e sono commercializzate con il nome di AMD Phenom X4 a partire dal 19 novembre 2007. Fanno parte della piattaforma "Spider" presentata da AMD nello stesso giorno.
Nel novembre 2007 AMD ha in commercio solo i seguenti modelli basati sullo step produttivo B2:
- AMD PHENOM GP-9500 2.2 GHz 4MB CACHE
- AMD PHENOM GP-9600 2.3 GHz 4MB CACHE

Sono compatibili con il nuovo Socket AM2+ e con molte delle schede madri con Socket AM2 (sebbene si debba rinunciare ad alcune delle caratteristiche come il BUS HT 3.0 fino a 3.6 GHz).
È prevista anche la commercializzazione del Phenom GP-9700 a 2.4 GHz per gennaio 2008 (sempre basato sullo step B2) mentre per marzo 2008 sono previsti ulteriori modelli basati sul core AGENA step B3 fino a 2.6 GHz e modelli Phenom FX fino a 2.8 GHz/3.0 GHz anche per piattaforme dual cpu (8 core totali).

## Curiosità
L'iniziale commercializzazione delle CPU AMD Phenom basate sul core AGENA era prevista prima per l'inizio del 2007 e poi per l'estate 2007, ma a causa di problemi AMD ha dovuto rimandare la commercializzazione al 19 novembre 2007.
Nonostante questo ritardo sembra che, da stessa ammissione AMD, le CPU Phenom step B2 siano afflitte comunque da un bug che si presenta con frequenze pari o superiori a 2.4 GHz quando tutti i core sono funzionanti al 100% e si utilizzano dei set di istruzioni contemporaneamente che causa un crash del PC. Questa è stata anche la causa del rinvio del modello GP-9700 a 2.4 GHz a gennaio 2008 (inizialmente previsto per dicembre 2007). Questo bug sembra comunque che sia ripetibile solo in laboratorio (e quindi non in un uso normale del PC) e non influenzi le prestazioni generali della CPU.